# Christophe Revault

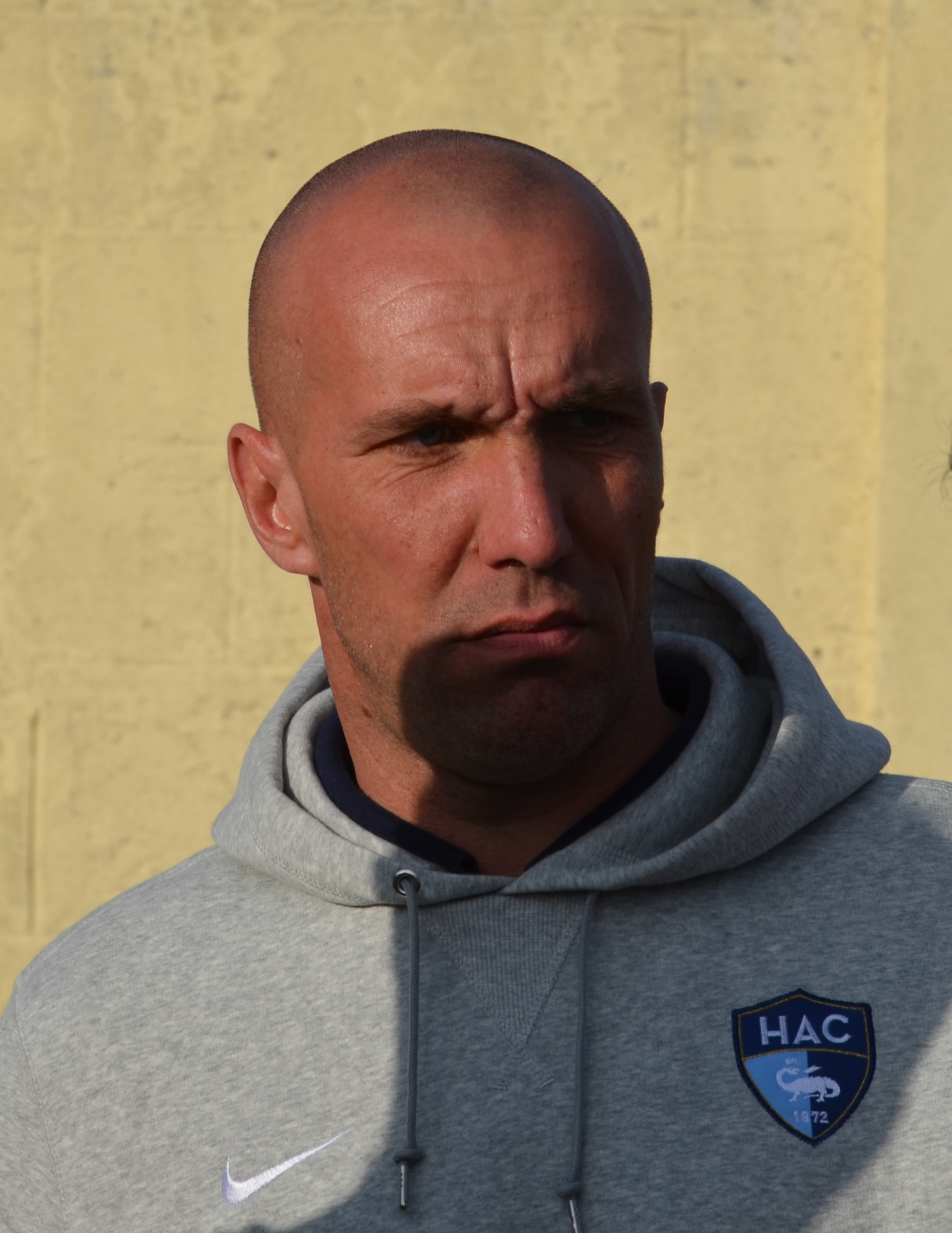
Revault (2015)

Christophe Maurice Robert Revault (* 22. März 1972; † 6. Mai 2021 in Octeville-sur-Mer) war ein französischer Fußballspieler, -trainer und -funktionär. Zwischen 1995 und 1997 erhielt er dreimal in Folge die Étoile d’Or als bester französischer Torhüter, 2003 und 2008 wurde er zudem jeweils als Torhüter des Jahres in die Ligue 2 ausgezeichnet.

## Sportlicher Werdegang
Revault begann mit dem Fußballspielen beim AC Le Havre; die Vereinsverantwortlichen hatten den bei Paris aufwachsenden Torhüter 1988 für den Nachwuchsbereich rekrutiert. 1989 rückte er in den Kader der wettkampfmannschaft auf und vertrat Stammtorhüter Alain Casanova in den folgenden beiden Spielzeiten in insgesamt vier Partien in der Division 2. Im Sommer 1990 verpflichtete der Klub mit Fabien Piveteau eine neue Nummer 1, mit dem der Verein in die Division 1 aufstieg. Im April 1993 musste Revault diesen bei der 0:1-Niederlage bei Paris Saint-Germain vertreten und kam somit zu seinem Erstligadebüt. Nach Piveteaus Wechsel zur AS Monaco im Sommer 1994 rückte er zum Stammtorhüter auf und wurde im Frühjahr 1995 mit der Nominierung für die B-Nationalmannschaft belohnt. Unter Roger Lemerre debütierte er am 25. Mai des Jahres beim 1:1-Remis gegen die Slowakei, im März 1996 bestritt er ein weiteres Länderspiel gegen Belgien. Seine guten Leistungen wurden zudem auch von France Football honoriert, ab 1995 erhielt er dreimal in Folge die Étoile d’Or als bester Torhüter. Nach der Europameisterschaft 1996 gehörte er unter Nationaltrainer Aimé Jacquet zeitweise zum Kader der A-Nationalmannschaft, hatte aber gegen die Konkurrenz um Bernard Lama und Fabien Barthez keine Chance und blieb ohne Einsatzzeit.
1997 wechselte Revault als Nachfolger des nach England gewechselten Lama zu PSG. Nachdem der Klub in der Gruppenphase der UEFA Champions League 1997/98 nicht zuletzt aufgrund individueller Fehler Revaults eine 1:5-Niederlage gegen den FC Bayern München kassiert hatte und damit letztlich mit 12 Punkten als Gruppenzweiter die KO-Phase verpasst hatte, war er nicht mehr unumstritten. In der Meisterschaft 1997/98 rutschte der Klub zudem ins Mittelfeld ab. Daraufhin wurde er für das letzte Saisonviertel durch Vincent Fernandez ersetzt, mit dem zwischen den Pfosten der Hauptstadt-Klub in der Coupe de France 1997/98 gegen RC Lens und der Coupe de la Ligue gegen Girondins Bordeaux beide nationalen Pokalwettbewerbe gewann. Damit rückte er auch endgültig aus dem Kreis der Nationalmannschaft, Lionel Charbonnier von AJ Auxerre fuhr als dritter Torhüter zur Weltmeisterschaft 1998.
Während PSG Lama zurückholte, wechselte Revault zu Stade Rennes, wo sein bisheriger PSG-Mitspieler Paul Le Guen das Traineramt übernommen hatte. Auch hier konnte er nicht dauerhaft überzeugen. Zunächst dem bisherigen Stammtorhüter Tony Heurtebis vorgezogen, kam dieser ab dem 30. Spieltag wieder regelmäßig zum Einsatz. Zur folgenden Saison wurde mit Grégory Malicki ein neuer Torhüter verpflichtet, der jedoch nach einem Platzverweis von Fabien Debec verdrängt wurde. Nachdem Malicki an US Créteil verliehen worden war, rückte Revault in der zweiten Saisonhälfte wieder ins Tor. Im Sommer 2000 wechselte er zum Erstligaaufsteiger FC Toulouse. Am Ende der Spielzeit 2000/01 stieg er mit dem Klub wieder ab; aufgrund der anschließenden Zahlungsunfähigkeit des Klubs wurde dieser in die drittklassige National zwangsversetzt. Revault blieb dem Klub treu, der nach dem Durchmarsch durch die Ligue 2 bereits zwei Jahre später wieder erstklassig antrat. Beim Gewinn der Zweitligameisterschaft am Ende der Spielzeit 2002/03, in der er in 38 Spielen nur 24 Gegentore kassiert hatte, erhielt er eine der Trophées UNFP du football als bester Zweitligatorhüter des Jahres. In den folgenden Spielzeiten verpasste er in der höchsten Spielklasse keine Spielminute, ehe er sich beim 1:0-Erfolg über den FC Nantes im Februar 2006 in der ersten Halbzeit verletzte und durch Nicolas Douchez ersetzt werden musste.
Im Sommer 2006 übernahm Élie Baup das Traineramt beim FC Toulouse und bestimmte Douchez zur Nummer 1. Daraufhin verließ Revault den Klub und kehrte zu Stade Rennes zurück, wo Andreas Isaksson den Klub in Richtung Manchester City verlassen hatte. Trainer Pierre Dréossi setzte jedoch auf Simon Pouplin als Stammtorhüter, sodass er hier ebenfalls nicht über den Status des Ersatzmannes hinauskam. Erneut kehrte Revault daraufhin zu einer früheren Station zurück; im Sommer 2007 schloss er sich seinem Ausbildungsklub AC Le Havre an. Hier war er Rückhalt in der Spielzeit 2007/08, als die Mannschaft als Zweitligameister in die Ligue 1 zurückkehrte. In der Folge wurde er erneut als bester Torhüter der zweiten Liga ausgezeichnet. Nach dem direkten Wiederabstieg rückte er ins zweite Glied; Johny Placide wurde neuer Stammtorhüter. Im Verlauf der Spielzeit 2009/10 vertrat er diesen noch sechs Mal, ehe er nach Saisonende seine aktive Laufbahn beendete.
Revault studierte nach dem Karriereende Sportmanagement und war zeitweise für den Fernsehsender Direct 8 tätig. Als Berater von Vereinspräsident Jean-Pierre Louvel kehrte er zum AC Le Havre zurück, bei dem er den Sportdirektorsposten übernahm. Nach der Entlassung von Cheftrainer Cédric Daury im November 2012 übernahm er bis zum Jahresende interimistisch die Trainingsarbeit und gewann in sieben Spielen sechs Mal. Anschließend übernahm Erick Mombaerts den Trainerposten. Im September 2015 sprang er nach der Entlassung von Thierry Goudet erneut ein; bis zur Übernahme durch Bob Bradley führte er die Mannschaft durch vier Siege und ein Remis vom 15. auf den vierten Tabellenplatz in der Spielzeit 2015/16.
Am 6. Mai 2021 wurde Revault tot aufgefunden. Eine Autopsie ergab, dass er an einer Peritonitis gestorben war.